# 东北菜
东北菜是指在东北，包括东三省（黑、吉、辽） 、内蒙东四盟以及河北秦皇岛的烹饪菜系。东北菜的特点是量大，用料广泛。以火候足而滋味浓郁的各式炖菜闻名。
东北菜融合了中国其他菜系的一些特点，尤其受鲁菜影响巨大，这点在辽宁菜里保存的更为完整。辣味稍敛的四川菜（鱼香肉丝）、改良后的河北菜在东北菜谱中也是屡见不鲜。东北菜以炖为主，腌制的菜也是在寒冷的东北冬天热情好客的东北人桌上少不了的一道菜，例如酸菜。东北菜中还有一些融汇了少数民族特色的食材或菜类，包括吉林的朝鲜族烧烤和泡菜，龙江菜里的俄罗斯族的红肠，辽宁的锡伯族血肠，还有全东北流行的源于维吾尔族的烤串。

## 代表菜色

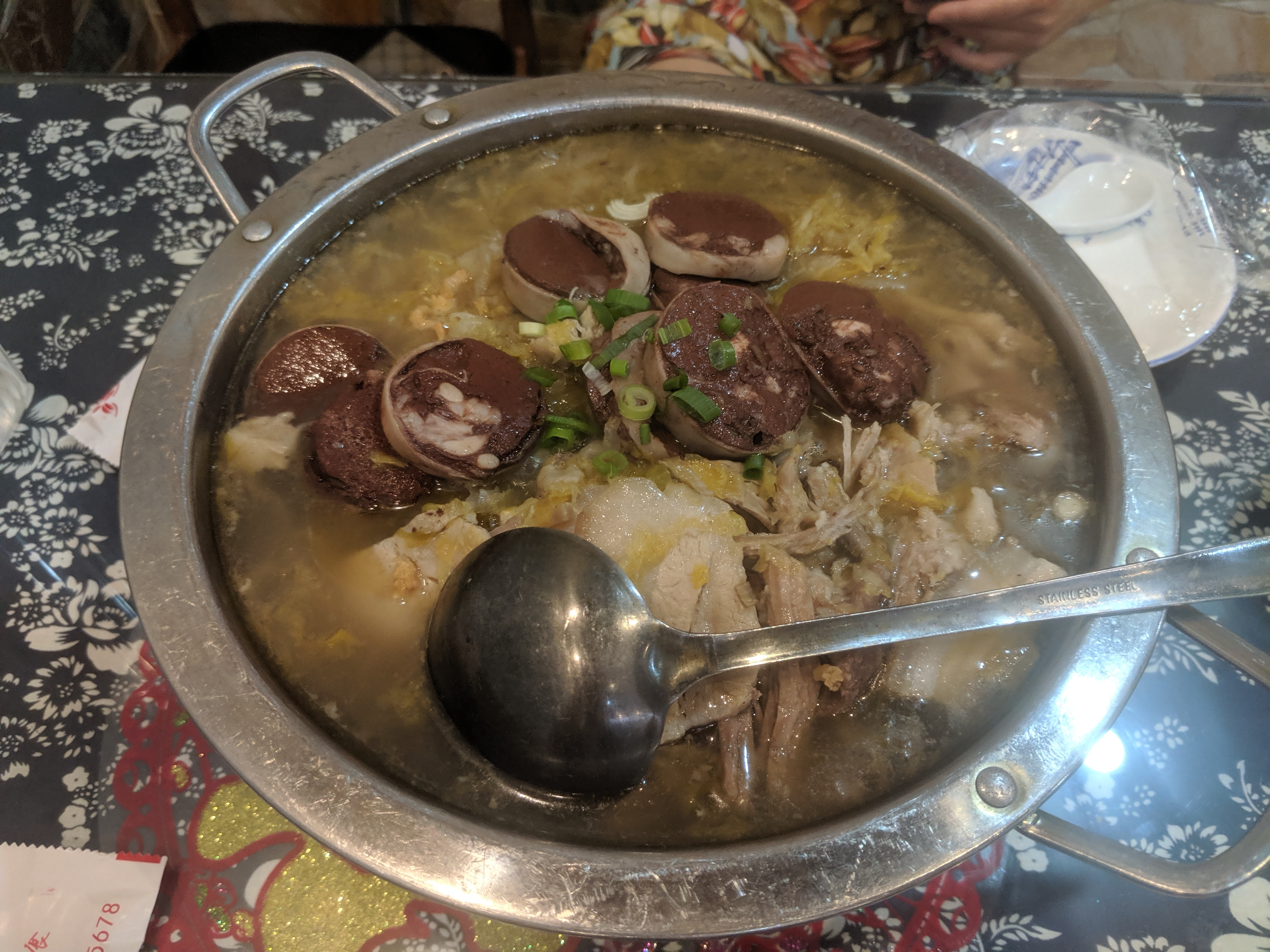
酸菜白肉鍋

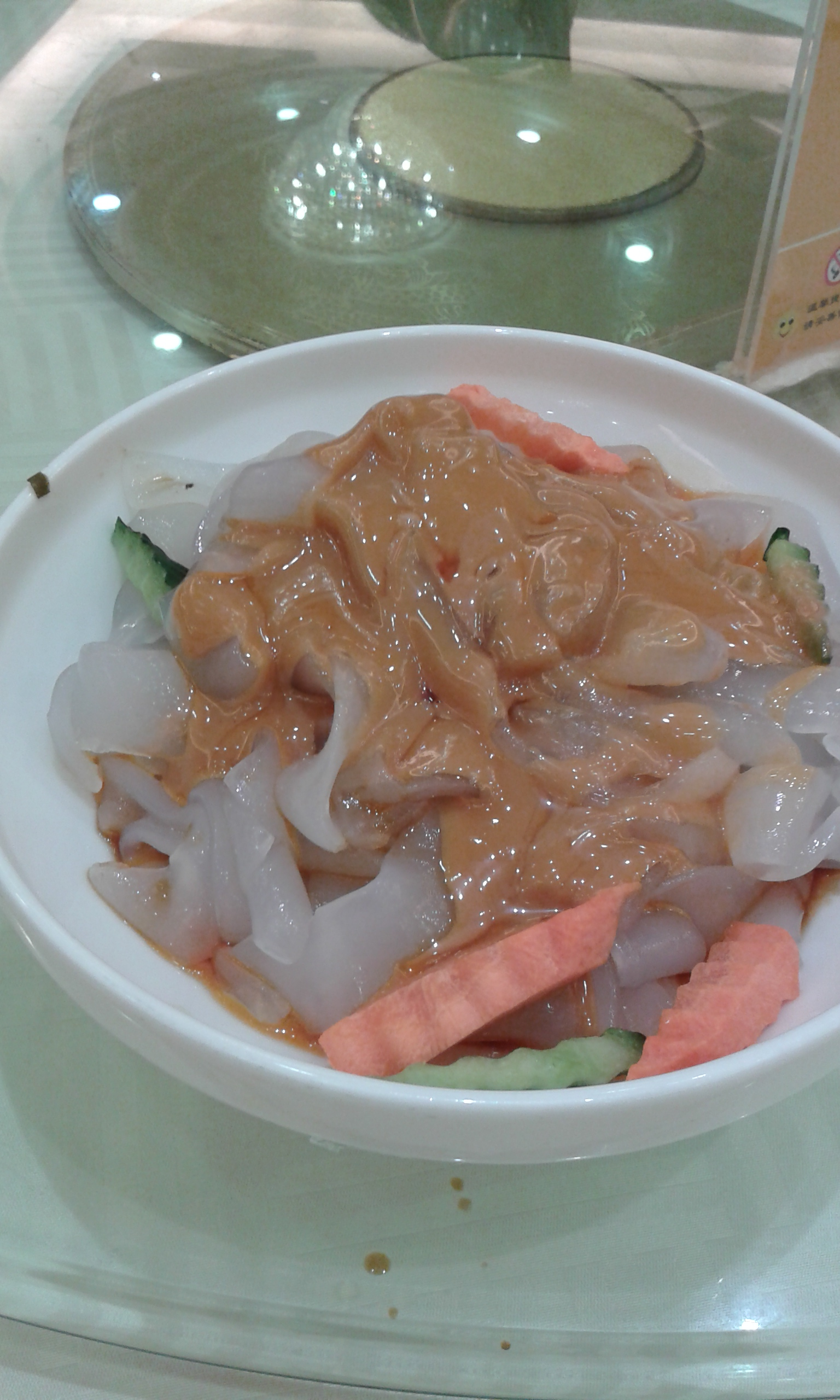
東北大拉皮

1. 酸菜白肉鍋：也称東北火鍋。主材料為东北酸菜（酸白菜）與豬五花肉，是流行於中國東北民眾间的家庭傳統菜餚，後随满族入关傳入北京。做法是使用生炭火的銅鍋，將酸白菜與高湯煮成鍋底，白肉下锅涮熟，佐麻油、生抽、蒜泥等食用[1][2]。
2. 白肉血肠：与酸菜白肉锅类似，但同时加入血肠一同炖煮。
3. 猪肉炖粉条：猪肉、白菜与土豆粉条一同炖煮。口感软烂，猪肉肥而不腻。
4. 小鸡炖蘑菇：山鸡与东北特产榛蘑一同炖煮，味道鲜美
5. 豆角炖排骨：主料为土豆、豆角与排骨，炖煮过程中加入大酱。汤汁浓厚香醇
6. 东北乱炖：东北著名的杂烩菜，主料包括芸豆、土豆、排骨、茄子、蘑菇，不同地区也有加入西红柿、玉米等。
7. 锅包肉：大片猪里脊肉挂粉炸好后，回锅与糖醋汁（辽宁喜用番茄酱）及葱姜香菜翻炒而成。
8. 扒熊掌
9. 地三鲜：茄子、青椒、土豆炸制后，再回锅爆蒜淋薄芡而成。
10. 酱骨架：猪大骨、鸡骨架等做原材料，沈阳鸡骨架是为一绝。
11. 杀猪菜